# Sara Lidman

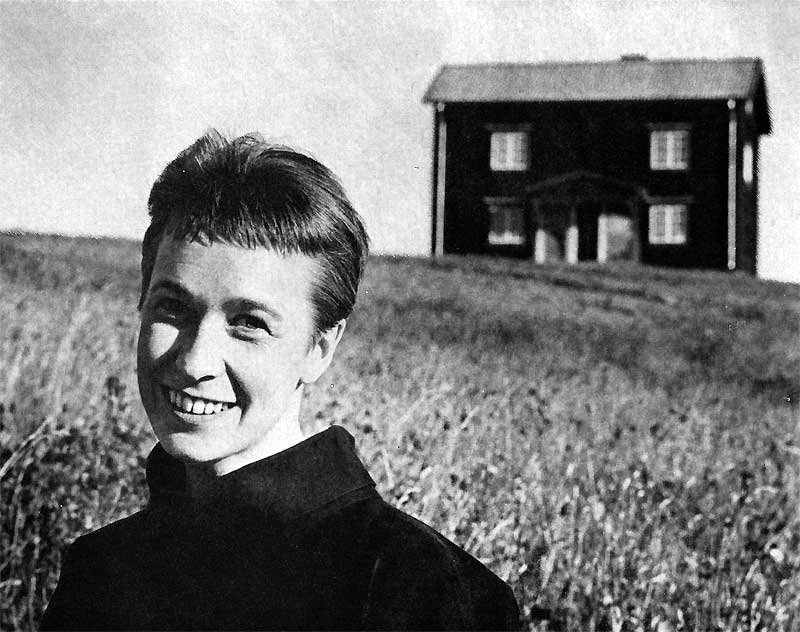
Sara Lidman

Sara Lidman (Missenträsk in gemeente Skellefteå, 30 december 1923 - Umeå, 17 juni 2004) was een Zweeds schrijfster. 
Ze werd geboren in Missenträsk, in de noordelijke delen van de gemeente Skellefteå. Ze studeerde aan de universiteit van Uppsala; haar studies werden echter onderbroken doordat ze tuberculose kreeg. Haar eerste succes had ze met het boek Tjärdalen. In dit boek en in Claudette pakt ze thema's aan als vervreemding en eenzaamheid. In deze en haar volgende drie boeken beschrijft ze de moeilijkheden die de boeren in Västerbotten in de negentiende eeuw beleefden.
Haar innovatieve stijl is sterk beïnvloed door dialecten en de bijbeltaal.
In verband met haar eerste vier boeken, schreef ze een paar teksten met politieke inhoud. Waaronder tegen de Vietnamoorlog en de apartheid in Zuid-Afrika. Ze steunde ook de stakingen van de mijnwerkers in Noord-Zweden en was actief in de communistische beweging, daarna werd ze lid van een ecologische beweging. Na 1977 schreef Sara Lidman vijf extra boeken over de kolonisatie van noordelijk Zweden.
Lidman kreeg vele prijzen, waaronder de Literatuurprijs van de Noordse Raad in 1980 voor haar werk Vredens barn en de Zweedse koninklijke medaille Litteris et Artibus in 1997. Verder bezit ze diverse academische titels, waaronder eredoctoraten en -professoraten.